# Макартур (футбольний клуб)
Футбольний клуб «Макартур» (англ. Macarthur Football Club) — професійний австралійський футбольний клуб, який базується в Кемпбелтауні в Південно-західному Сіднеї. Клуб грає в A-Лізі за ліцензією Австралійської професійної ліги. 13 грудня 2018 року було повідомлено, що клуб буде прийнятий до А-ліги в рамках нового процесу її розширення.

## Історія

### Формування
1 грудня 2017 року міська рада Кемпбелтауна повідомила Федерацію футболу Австралії про свої плани отримати франшизу А-ліги, та отримати право на участь у змаганнях через 2 роки. Заявка, яка спочатку називалася «Південно-Західний Сіднейський футбольний конкурс», передбачала, що до сезону 2019—2020 років чоловіча, жіноча та молодіжна команди будуть грати в національних змаганнях, ігри яких проводитимуться на стадіоні «Кемпбелтаун». Було також запропоновано розвивати футбольну спільноту в регіоні, та забезпечити молодим гравцям шлях до професійної ліги як для хлопців, так і для дівчат. Пропозиція ради в наступні місяці отримала підтримку інших муніципалітетів, а саме Камдена та Воллонділлі-Шайру, а також від Футбольної асоціації Макартура, яка представляла десятки громадських клубів і понад 10 тисяч зареєстрованих гравців у регіоні. Бретт Емертон, який виріс у Маккуорі-Філдс у Кемпбелтауні, став послом заявки, а Ленг Вокер, мільярдер і виконавчий голова «Walker Corporation», був призначений бізнес-амбасадором у квітні 2018 року. Вокер пообіцяв фінансово інвестувати у клуб, якщо заявка вдасться, включаючи оновлення стадіону «Кемпбелтаун» та його споруд. Заявка отримала назву «Об'єднані для Макартура», і була подана того ж місяця, щоб дозволити місцевим підприємствам і людям підтримати пропозицію команди, створеної в громаді.
До кінцевої дати подачі заявок 25 травня 2018 року було подано 15 із 3 пропозиціями в Сіднеї. Кампанія «Об'єднані для Макартура» отримала подальшу підтримку з боку клубу А-ліги «Сідней» та його президента Скотта Барлоу, який також розкритикував пропозицію «Південне розширення» (регіони Сазерленд—Сент-Джордж-Іллаварра), яку він назвав «глибоко помилковою». 29 червня 2018 року заявка району Макартур була включена до скороченого списку з 10 заявок, які мали змагатися за 2 нових місця в розширеній А-лізі з 2019 по 2020 роки. «Макартур» об'єднався з футбольним клубом «Саут-Вест Сідней», щоб підвищити шанси на обрання, після угоди між директором «Саут-Вест Сідней» Джино Марра та головою заявки «Макартур» Крісом Редманом, які виконували функції співголів. Про злиття було оголошено 21 серпня 2018 року, спільну заявку було названо «Макартур Саут-Вест Сідней». 17 жовтня 2018 року Федерація футболу Австралії знову включила заявку «Макартур Саут-Вест Сідней» до іншого скороченого списку з 6 пропозицій, і тоді залишилася лише одна інша заявка Нового Південного Уельсу — «Південне розширення». До остаточного рішення заявка «Південне розширення» намагалася злитися з «Макартуром», що включало 20 мільйонів доларів у пропозицію, яку відхилив Джино Марра. 13 грудня 2018 року Федерація футболу Австралії повідомила, що «Макартур Саут-Вест Сідней» і «Вестерн Мельбурн» отримають 2 місця в розширеній A-Лізі на наступні 2 сезони.
У той час як команда з Мельбурна мала розпочати гру в сезоні 2019—2020 років, «Макартур Саут-Вест Сідней» отримав 12 місяців на підготовку до свого першого сезону 2020—2021 років. Лише у квітні 2019 року клуб зареєстрував свою першу потенційну назву, яка спочатку звучала «Футбольний клуб Дхаравал Буллс». Було запропоновано дві інші чорнові назви зі словом «Дхаравал», зокрема «Футбольний клуб Дхаравалл» або просто «Дхаравалл», що пов'язувалося з корінними жителями цього району, племенем дхаравалл. Незважаючи на це, клуб оголосив 15 травня 2019 року на заході в Католицькому клубі Кемпбелтауна, що офіційною назвою клубу буде «Макартур», з його офіційними кольорами — чорним, золотим і білим, що означають різноманітність культури регіону, та представлено логотип клубу з биком у його центрі, знаком фізичної сили клубу. Клуб також повідомив, що домашнім стадіоном клубу буде стадіон «Кемпбелтаун», а його тренувальний центр буде розташований в новому Центрі передового досвіду, який на той час будувався. Замість цього як тренувальний центр тимчасово використовувалися приміщення Університету Західного Сіднея в Кемпбелтауні. У той же день Анте Миличич був оголошений новим головним тренером клубу «Макартур», і мав стати головним тренером у першому сезоні клубу. За тиждень до цього Миличич підписав продовження контракту із жіночою збірною Австралії на літні Олімпійські ігри в Токіо. Також ходили чутки, що через це він відмовився від контракту з «Макартуром».

### Епоха Миличича (2020—2022 роки)
22 січня 2020 року Анте Миличич офіційно став першим головним тренером клубу «Макартур»; Іван Йолич став першим помічником головного тренера, і був найнятий у жовтні 2019 року. «Макартур» також підписав першого гравця, вінгера «Сентрал-Кост Марінерс» Томмі Оура. Клуб оголосив про його підписання 4 лютого 2020 року разом із призначенням колишнього нападника збірної Австралії Міле Стерйовського другим помічником головного тренера. Наступного місяця в «Макартурі» відбулись значні зміни. Ленг Вокер продав свої 50 % акцій клубу консорціуму двох сіднейських бізнесменів. Майкл Джерас, який володів «Sydney Trucks and Machinery», і сіднейський забудовник Рой Маммон придбали 50 % акцій за нерозголошену суму в понад 7 мільйонів доларів. Після відходу Ленга клуб покинув президент Рабіє Краєм, який пішов у відставку, а футбольний директор Кен Стед, який очолював футбольний відділ «Макартура», був звільнений з клубу. За короткий час Джино Марра зайняв посаду президента клубу. 2 червня 2020 року колишні співробітники клубу «Макартур» подали судовий позов на клуб, у якому звинуватили клуб у появі в них психічних розладів під час роботи в клубі. Через зміну власника в лютому і Кен Стед, і Ніл Фавагер, який був виконавчим директором клубу, подали позов до суду, звинувативши клуб у нехтуванні їх психічним здоров'ям і становищем у клубі, а Фавагер заявив, що це спричинило «значні проблеми зі здоров'ям і безпекою» для нього, а також підвищений стрес і занепокоєння для його партнера, які посилювали вже існуючі медичні проблеми. Пізніше клуб спростував ці звинувачення.
Клуб продовжив поповнення складу команди, підписавши Дені Женро, Адама Федерічі, Марка Міллігана та Метта Дербішира. Мілліган підписав контракт як перший відзначений гравець «Макартура», тоді як Дербішир став першим закордонним гравцем, якого підписали «Бики». «Макартур» повідомив про подальші підписання контрактів з Милиславом Поповичем, Іваном Франьїчем і Ніколасом Суманом, які мали підсилити команду. 21 серпня 2020 року клуб також повідомив, що новою тренувальною базою для «Макартура» в наступному сезоні стане «Фейрфілд Шоуграунд» після досягнення угоди з міською радою Фейрфілда. У жовтні 2020 року новими підписаннями клубу стали Александар Шушняр, Муді Наджар, Александар Йованович і Джейк Голлман. Шушняр став десятим гравцем, підписаним Миличичем. 19 жовтня 2020 року був підписаний контракт із французом Лоїком Пуйо, який став другим легіонером клубу після Дербішира. Також за 2 дні був підписаний кіпрсько-австралійський футболіст Антоніс Мартіс, який прийшов в оренду на сезон з данського клубу «Мідтьюлланн». 23 жовтня 2020 року Марк Мілліган був призначений першим в історії капітаном клубу «Макартур». 25 жовтня 2020 року клуб провів свій перший матч проти «Кемден Тайгерс» на стадіоні імені Рона Дайна в Кемдені. «Бики» перемогли з рахунком 6-0, а Ліам Роуз забив перший гол клубу в цьому матчі, в якому пізніше відзначились Майкл Рас і Джейк Голлман. Перед формуванням остаточного складу на наступний сезон «Макартур» підписав додаткових гравців для подальшого посилення складу. Іспанський дует і колишні одноклубники по «Атлетіку», Беньят Ечебаррія та Маркель Сусаета, підписали контракт з «Биками» 13 і 18 листопада 2020 року відповідно. Ентоні Голец, Лаклан Роуз і Джеймс Мередіт були одними з останніх підписань клубу перед стартовим матчем сезону A-Ліги 2020—2021 років.
Клуб «Макартур» зіграв свій перший матч у лізі 30 грудня 2020 року в дербі проти «Вестерн Сідней Вондерерз» на стадіоні «Вестерн Сідней». «Бики» здобули перемогу над «Вондерерз» з рахунком 1-0, причому Марк Мілліган забив перший гол за клуб у лізі на 72-й хвилині матчу з передачі Беньята зі штрафного. Потім 3 січня 2021 року «Макартур» зіграв свій перший матч ліги в Кемпбелтауні проти «Сентрал-Кост Марінерс», програвши в домашньому матчі з рахунком 2-0 перед 4538 глядачами. Клуб не зумів перемогти в наступних 3 домашніх матчах, і лише в матчі з «Аделаїда Юнайтед» «Бики» здобули першу домашню перемогу з рахунком 4-0. Перший хет-трик за клуб оформив Метт Дербішир. Примітно, що прем'єр-міністр Нового Південного Уельсу Гледіс Береджіклян була представлена як володар квитка номер 1 на матч «Макартура». Миличич привів команду до першої шістки А-Ліги, з виходом на друге-третє місце до березня, фінішувала команда в чемпіонаті на шостому місці. З кінця березня до початку квітня «Макартур» здобув 3 перемоги поспіль, вигравши у «Вестерн Юнайтед», «Веллінгтон Фенікс» і «Перт Глорі», вийшовши на друге місце після «Сентрал-Кост Марінерс». У своєму першому матчі фінальної серії «Макартур» переміг «Сентрал-Кост Марінерс» з рахунком 2–0 у додатковий час. Клуб грав у меншості з 10 гравцями після того, як Джеймса Мередіта було вилучено з поля на 75-й хвилині, після цього в додатковий час забили Чарльз М'Момбва та Майкл Рус, забезпечивши «Бикам» вихід до півфіналу. 20 червня 2021 року на півфінальному етапі «Макартур» програв майбутнім чемпіонам «Мельбурн Сіті» з рахунком 0-2. Матч відбувся на стадіоні «Джубілі», а не на домашньому полі «Сіті» у Мельбурні через обмеження на відвідування стадіонів, запроваджені внаслідок епідемії COVID-19 у Вікторії.
Після завершення сезону Марк Мілліган, провівши 24 матчі за «Биків», 2 червня 2021 року оголосив про завершення кар'єри гравця. І Беньят Ечебаррія, і Маркел Сусаета також оголосили про завершення кар'єри 29 червня 2021 року. За 4 дні до цього «Макартур» підтвердив відхід з команди Івана Франьїча, Лоїка Пуйо, Вальтера Скотта, Янні Ніколау, Милислава Поповича та Кайла Сайменті. На інавгураційній церемонії нагородження клубу «Макартур» за підсумками сезону Дені Женро став першим лауреатом нагороди кращому гравцю команди. Метт Дербішир став найкращим бомбардиром клубу, забивши 14 голів протягом сезону, з них 7 у перших 12 іграх А-Ліги.

### З 2022 року
1 жовтня 2022 року клуб «Макартур» вперше у своїй історії виграв Кубок Австралії, обігравши у фіналі «Сідней Юнайтед» з рахунком 2-0. Гра проходила на стадіоні «Коммбанк» перед 16461 глядачем. Через два роки на стадіоні «AAMI Парк Мельбурн» «Макартур» переміг господаря матчу і фаворита «Мельбурн Вікторі» з рахунком 1-0 перед 13289 глядачами, та виграв свій другий фінал Кубка Австралії.

## Кольори та емблема
Логотип клубу, розроблений twosomecreative.com.au, зображує чорно-золотистого бика з охристим включенням, який міститься в емблемі, внутрішня межа емблеми чорна, а зовнішня золотисто-охриста з назвою клубу, написаною тими ж кольорами над биком, і трьома зірками федерації унизу емблеми. Бик символізує регіон, де в минулому було виявлено здичавіле стадо великої рогатої худоби. Зірки федерації символізують футбольне співтовариство Австралії, Національну Прем'єр-лігу та А-лігу. Логотип представлений переважно чорно-білим із додаванням золотисто-охристого кольору, щоб підкреслити спадщину корінних жителів регіону, племені дхаравал.

## Суперництво
Клуб «Макартур» має суперництво з клубом «Вестерн Сідней Вондерерз». Це суперництво значною мірою базується на розташуванні клубів, оскільки обидві команди базуються у Великому Західному Сіднеї. Два клуби вперше зустрілися в першому раунді сезону А-Ліги 2020—2021 років 30 грудня 2020 року, коли «Макартур» виграв матч з рахунком 1-0 після голу Марка Міллігана. 6 лютого 2021 року в наступному дербі «Макартур» зіграв вдома внічию з рахунком 2-2 з голами Александара Йовановича й Александара Шушняря.

## Титули і досягнення
- Володар Кубка Австралії (2): 2022, 2024